# Cobar Shire
Koordinaten: 31° 29′ S, 145° 48′ O

Das Cobar Shire ist ein lokales Verwaltungsgebiet (LGA) im australischen Bundesstaat New South Wales. Das Gebiet ist 45.579,3 km² groß und hat etwa 4.000 Einwohner.
Cobar liegt im Zentrum des Staates in der North-Western-Region und ist etwa 700 km westlich der Metropole Sydney. Das Gebiet umfasst 18 Ortsteile und Ortschaften: Bulla, Cobar, Cubba, Eremerang, Euabalong West, Gilgunnia, Irymple, Kerrigundi, Kulwin, Mount Hope, Noona, Nymagee, Sandy Creek, Tindarey sowie Teile von Byrock, Canbelego, Euabalong und Tilpa. Der Sitz des Shire Councils befindet sich in der Stadt Cobar im Nordosten der LGA, in der knapp 3.600 Einwohner leben.

## Verwaltung
Der Cobar Shire Council hat zwölf Mitglieder, die von den Bewohnern der LGA gewählt werden. Cobar ist nicht in Bezirke untergliedert. Aus dem Kreis der Councillor rekrutiert sich auch der Mayor (Bürgermeister) des Councils.